# Gargantuoidea tessellata
Gargantuoidea tessellata är en insektsart som beskrevs av Ludwig Redtenbacher 1908. Gargantuoidea tessellata ingår i släktet Gargantuoidea och familjen Diapheromeridae. Inga underarter finns listade i Catalogue of Life.